# Sunbright
Sunbright és una població dels Estats Units a l'estat de Tennessee. Segons el cens del 2000 tenia 577 habitants.

## Demografia
Segons el cens del 2000, Sunbright tenia 577 habitants, 229 habitatges, i 158 famílies. La densitat de població era de 58,6 habitants/km².
Dels 229 habitatges en un 33,6% hi vivien nens de menys de 18 anys, en un 53,7% hi vivien parelles casades, en un 11,4% dones solteres, i en un 30,6% no eren unitats familiars. En el 25,3% dels habitatges hi vivien persones soles el 10,5% de les quals corresponia a persones de 65 anys o més que vivien soles. El nombre mitjà de persones vivint en cada habitatge era de 2,52 i el nombre mitjà de persones que vivien en cada família era de 3,06.
Per edats la població es repartia de la següent manera: un 26,3% tenia menys de 18 anys, un 9,2% entre 18 i 24, un 28,1% entre 25 i 44, un 24,8% de 45 a 60 i un 11,6% 65 anys o més.
L'edat mediana era de 35 anys. Per cada 100 dones de 18 o més anys hi havia 85,6 homes.
La renda mediana per habitatge era de 27.763 $ i la renda mediana per família de 31.094 $. Els homes tenien una renda mediana de 28.000 $ mentre que les dones 16.944 $. La renda per capita de la població era de 12.102 $. Entorn del 20% de les famílies i el 24,4% de la població estaven per davall del llindar de pobresa.

## Poblacions més properes
El següent diagrama mostra les poblacions més properes.